# ゆかいなブレディ一家/我が家がイチバン
『ゆかいなブレディ一家/我が家がイチバン』（ゆかいなブレディーけ わがやがイチバン、The Brady Bunch Movie）は、1995年のアメリカ合衆国のコメディ映画。
監督はベティ・トーマス、出演はゲイリー・コールとシェリー・ロングなど。
1969年から1974年の間放映されたアメリカの人気テレビ番組『ゆかいなブレディー家』（The Brady Bunch）の映画版だが、時代設定は90年代に変更されている。厳密にはリメイクではなく、70年代初期のアメリカから90年代にタイムスリップしてきたような家族の“ズレ”を楽しむ、パロディ作品といえる。オリジナル版のキャストがカメオ出演しているのも見どころ。日本劇場未公開。

## キャスト
※括弧内は日本語吹替
- マイク・ブレディー: ゲイリー・コール（大川透）
- キャロル・ブレディー: シェリー・ロング（日野由利加）
- マーシャ・ブレディー: クリスティン・テイラー（岡本麻弥）
- グレッグ・ブレディー: クリストファー・ダニエル・バーンズ（真殿光昭）
- ジャン・ブレディー: ジェニファー・エリス・コックス（英語版）（岡村明美）
- ピーター・ブレディー: ポール・ステラ（結城比呂）
- シンディ・ブレディー: オリヴィア・ハック（英語版）（大谷育江）
- ボビー・ブレディー: ジェシー・リー（亀井芳子）
- アリス・ネルソン: ヘンリエット・マンテル（英語版）（久保田民絵）
- ラリー・ディトマイヤー: マイケル・マッキーン（仲野裕）
- ディーナ・ディトマイヤー:ジーン・スマート（藤木聖子）
- サム・フランクリン: デヴィッド・グラフ（岩田安生）
- キャロルの母: フローレンス・ヘンダーソン（定岡小百合）
- エリック：ジャック・ノーズワージー（松本大）
- ミッシー：モリアー・スナイダー（津村まこと）
- ダグ：シェーン・コンラッド（鳥海勝美）
- ノリーン：アラナ・ユーバック（岡本美雪）
- ホリー：マリッサ・リビシ（大坂史子）
- モリー：シャナ・ラウマイスター（麻丘夏未）
- リンレイ：エリザ・ペンスラー＝ガブリエリ（佐藤しのぶ）
- エミール：アレクサンダー・プアタッシュ（小山武宏）
- スワンソン：アーチー・ハーン（鳥畑洋人）
- シモンズ：ロバート・ロズウェル（水野龍司））
- ワタナベ：キーオン・ヤング（小形満）
- エディ：ダリオン・バスコ（関口英司）
- ドナ：ミーガン・ウォード（増田ゆき）
- チャーリー：R・D・ロブ（坪井智浩）
- イェーガー：ジェームズ・エイヴリー（小野英昭）
- トラック運転手: アン・デイビス
- コーチ: クリストファー・ナイト
- デイビー・ジョーンズ: 本人（石田博英）
- ミッキー・ドレンツ: 本人
- ピーター・トーク: 本人

日本語吹替版スタッフ 演出：佐藤敏夫、翻訳：木原たけし、調整：オムニバス・ジャパン、制作：東北新社